# Antoine Herth
Antoine Herth, né le 14 février 1963 à Sélestat (Bas-Rhin), est un homme politique français. Il est député de la cinquième circonscription du Bas-Rhin de 2002 à 2022.

## Biographie
Titulaire d'un BTS agricole et d'un baccalauréat D obtenu en candidat libre, Antoine Herth reprend l'exploitation familiale d'Artolsheim en 1984. Il milite très tôt au sein des Jeunes agriculteurs de son canton. Il accède ensuite à des responsabilités départementales, nationales et européennes au sein du Centre national des jeunes agriculteurs.
Entre 1994 et 1998, il siège au Conseil économique et social[précision nécessaire]. Il présente notamment un rapport sur les enjeux de l'équilibre alimentaire mondial.
En 2002, il est désigné par l'UDF pour être le candidat du parti aux élections législatives dans la 5e circonscription du Bas-Rhin. Il s'y présente sous l'étiquette UMP, à la suite du retrait du député sortant Germain Gengenwin et est élu le 16 juin 2002, à l'âge de 39 ans. Il rejoint l'UMP à la suite de cette élection, où, toujours investi sur les questions concernant le monde agricole, il est nommé en 2005 secrétaire national chargé de l'agriculture.
Il consacre son premier mandat de député à des travaux sur le commerce équitable, le développement durable et les biocarburants. Il est également rapporteur de la loi d'orientation agricole en 2005 et auteur d'un rapport d'information sur les biocarburants en 2006. Il lui sera confié une mission parlementaire sur le commerce équitable et rend son rapport au Premier ministre Jean-Pierre Raffarin en mai 2005, une première à cette échelle[réf. nécessaire] en France.
Le 10 juin 2007, il est réélu député avec 58,01 % des voix au premier tour pour un deuxième mandat de député. En 2008, il est rapporteur du projet de loi relatif aux OGM et auteur d'un rapport d'information sur la mise en œuvre de la loi d'orientation agricole. En 2010, il est auteur d'un nouveau rapport d'information, cette fois-ci sur l'application de la loi relative aux OGM.
Le 21 mars 2010, il est élu conseiller régional d'Alsace sur la liste menée par Philippe Richert. Il est nommé vice-président de la Région chargé des transports.
En février 2011, il est pressenti pour faire son entrée au gouvernement.
En avril 2011, il remet un rapport sur le biocontrôle au ministre de l'Agriculture. Il formule quinze propositions visant à la promotion d'une agriculture durable moins dépendante des produits chimiques, trouvant notamment écho dans le plan « Ecophyto 2018 ».
Le 17 juin 2012, il est réélu député au second tour des élections législatives avec un score de 67,78 %. Lors de cette législature, il a été whip du groupe UMP à la commission des affaires économiques ainsi que responsable des questions agricoles et agro-alimentaires. Lors des élections internes pour la présidence de l'UMP en 2012, il est, conjointement avec sa collègue Laure de La Raudière, le premier député à soutenir la candidature de Bruno Le Maire. Il le soutient également pour la primaire présidentielle des Républicains de 2016. En septembre 2016, il est nommé directeur de campagne régional pour le Grand-Est.
Le 18 juin 2017, il est réélu député au second tour des élections législatives avec un score de 54,14 %,. Dès le début de la XVe législature, il rejoint le groupe parlementaire des Constructifs, devenu par la suite le groupe UDI, Agir et indépendants. En novembre 2017, il participe à la création d'Agir dont il devient responsable, conjointement avec le député du Nord Paul Christophe, des relations avec le monde associatif et consulaire. Il quitte Les Républicains en février 2018.
Il continue à siéger au sein de la commission des affaires économiques. Il a fait partie du groupe de travail franco-allemand chargé de la préparation de l'accord parlementaire entre le Bundestag et l'Assemblée nationale et siège au sein de l'Assemblée parlementaire franco-allemande à laquelle cet accord a donné naissance. Il est par ailleurs membre du bureau de l'Assemblée parlementaire franco-allemande. En outre, il préside le groupe d'amitié France-Bulgarie de l'Assemblée nationale.
Il ne se représente pas pour un cinquième mandat de député en 2022.

## Mandats et fonctions

### Mandats
Mandats nationaux
- 2002-2022 : député de la 5e circonscription du Bas-Rhin (5 mandats, élections de 2002, 2007 et 2017)

Mandats régionaux
- 2010-2015  : conseiller régional et vice-président du conseil régional d'Alsace

Mandats locaux
- depuis 1995 : conseiller municipal d'Artolsheim (élections de 1995, 2001, 2008, 2014 et 2020), dont un mandat (2001-2008) en tant qu'adjoint au maire

### Responsabilités politiques
- 2005-2013  : secrétaire national de l'UMP chargé de l'agriculture
- depuis 2017 : co-responsable des relations avec le monde associatif et consulaire au sein d'« Agir, la droite constructive ».

## Distinctions
- 2022 :  Chevalier de la Légion d'honneur[12]